# Brendan Perry

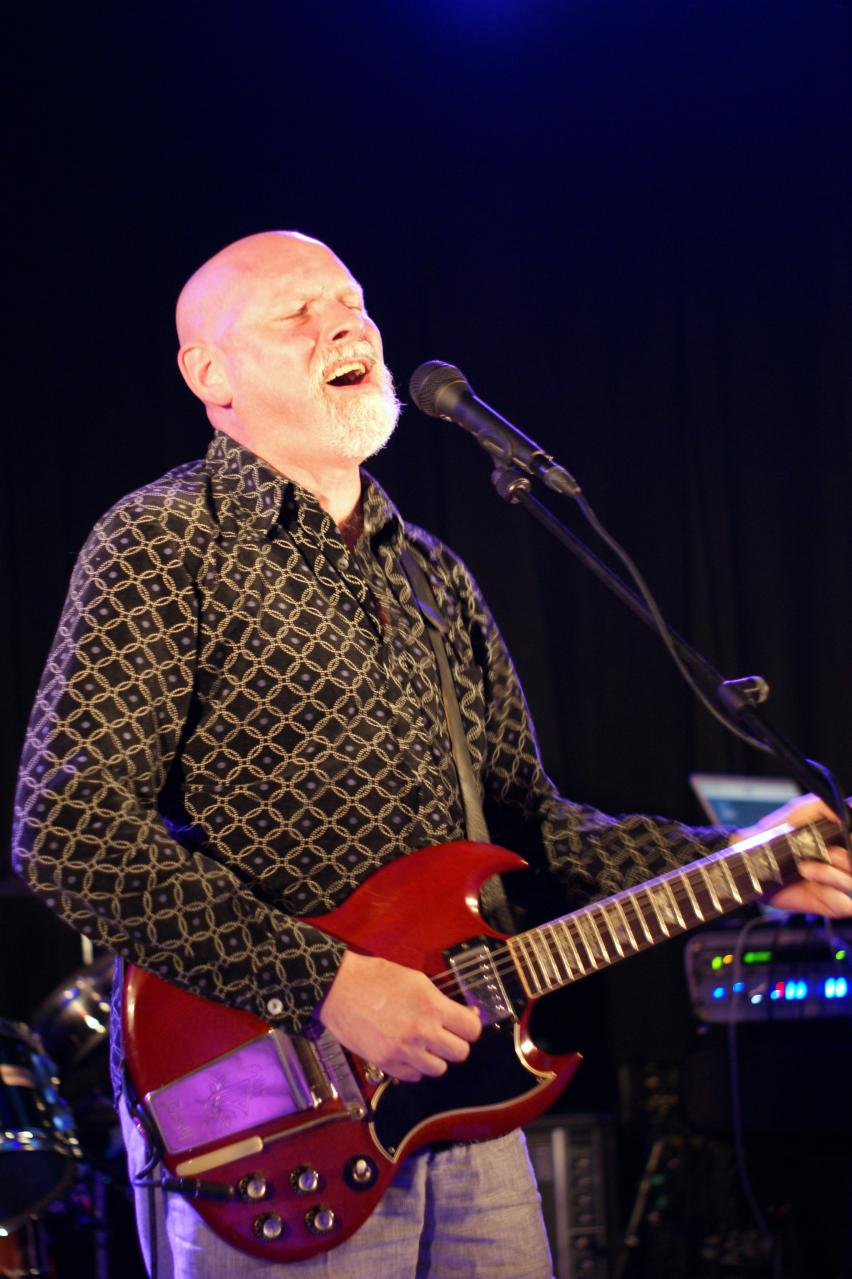
Brendan Perry 2010

Brendan Michael Perry (* 30. Juni 1959 in Whitechapel, London) ist ein britischer Musiker, Sänger und Multi-Instrumentalist. Zusammen mit Lisa Gerrard und David Kuckhermann bildet er die Band Dead Can Dance.

## Karriere

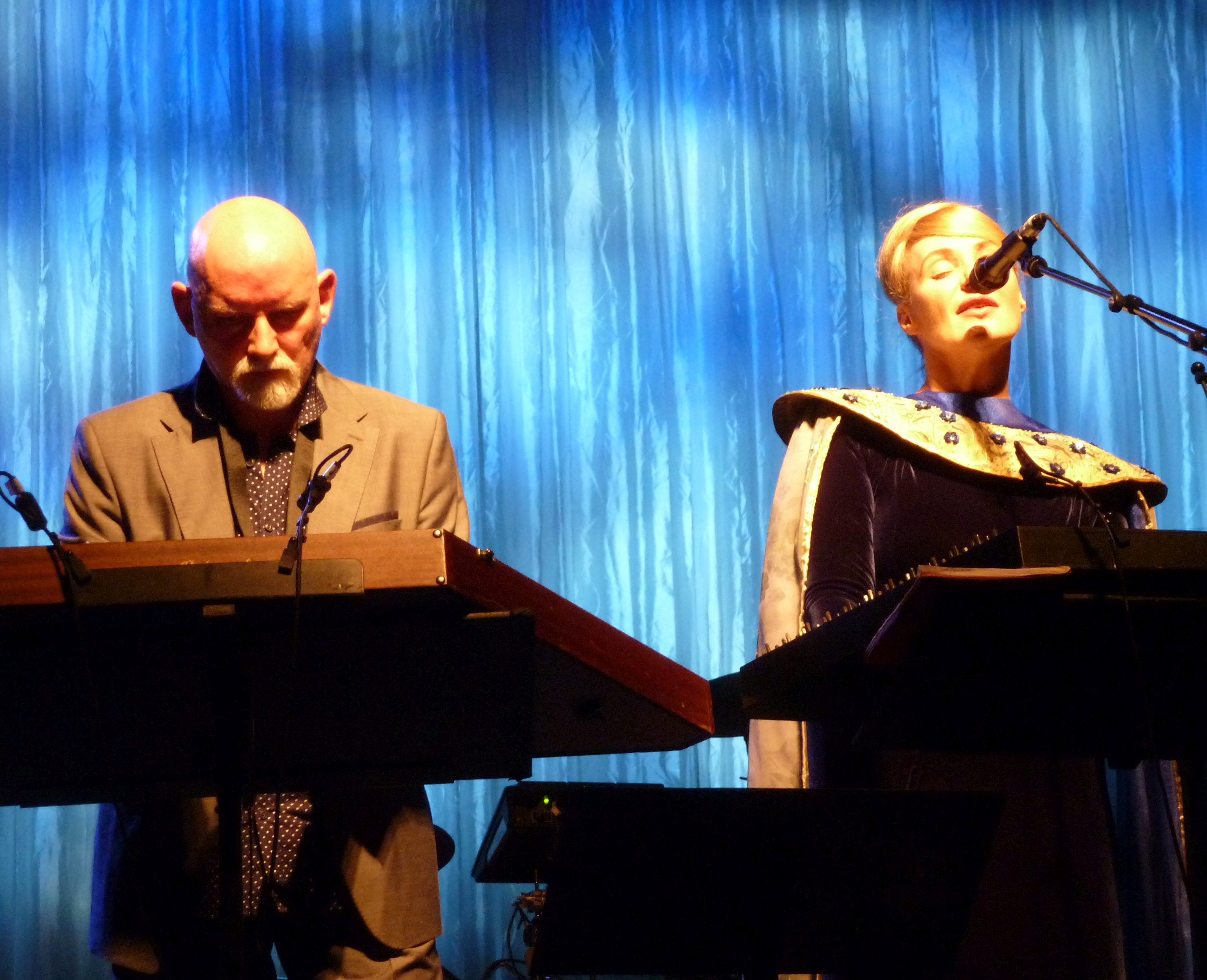
Perry mit Lisa Gerrard bei einem Konzert von Dead Can Dance im Juni 2013 in Paris

Perry ist heute in erster Linie bekannt für seine ruhige, multi-ethnische Musik mit Dead Can Dance, begann aber seine Musiker-Karriere in einem völlig anderen Genre. Als Kind migrierte er mit seinen Eltern nach Auckland, Neuseeland, wo er sich autodidaktisch das Gitarrespielen beibrachte. 1977 wurde er Mitglied in der neuseeländischen Punk-Band The Scavengers, in der er unter dem Pseudonym Ronnie Recent auftrat. Zunächst war Perry der Bassist der Band, übernahm 1978 dann den Part des Leadsängers, nachdem der bisherige Frontmann die Band verlassen hatte.
1979 zog die Band nach Melbourne um und änderte ihren Namen in The Marching Girls. Perry verließ die Band im Jahr 1981, um zusammen mit Lisa Gerrard, Simon Monroe und Paul Erikson die Formation Dead Can Dance zu gründen, aber bereits ein Jahr nach der Übersiedelung nach London im Jahr 1982 war Dead Can Dance ein Duo. Auf dem 4AD-Label von Ivo Watts nahm Dead Can Dance bis zur Trennung im Jahr 1998 acht Alben auf.
1999 veröffentlichte Perry sein Solo-Album Eye of the Hunter, das neben eigenen Stücken auch eine Coverversion von Tim Buckleys Stück I Must Have Been Blind enthält. Perry wirkte bei mehreren Compilations mit, für die er u. a. weitere Songs von Buckley coverte, nämlich Happy Time und Dream Letter.
Heute lebt Brendan Perry in Irland (Cavan Eire), ist Leiter einer Samba-Schule (Quivvy School of Samba) und gibt gelegentlich Perkussions-Workshops im alten Studio von Dead Can Dance (Quivvy Church). Für zwei Tourneen in Europa und Nordamerika wurde Dead Can Dance im Jahr 2005 wiederbelebt.
2008 trennte sich Perry vom Label 4AD.
Am 14. März 2010 – und damit vor der Veröffentlichung von Ark – begann Perry eine Europa- und Südamerika-Tournee, letztere zusammen mit Peter Murphy.
Im Jahr 2020 erschien das Album Songs of Disenchantment - Music from the Greek Underground, das stark von traditioneller griechischer Musik, insbesondere Rembetiko, beeinflusst ist.

## Diskografie
Alben
- 1999: Eye of the Hunter (4AD)
- 2010: Ark (Cooking Vinyl)
- 2020: Songs of Disenchantment - Music from the Greek Underground (Holy Tongue)

Singles und EPs
- 1999: Yoyage Of Bran (4AD)

Beiträge zu Compilations
- 1993: The 13 Year Itch (4AD-Compliation)
- 1994: Rare on Air (KCRW-Sampler)
- 2000: Sing a Song for You (Tribut-Album für Tim Buckley)

Beiträge zu Alben anderer Künstler (Auszug)
- 1984: This Mortal Coil: It'll End in Tears
- 1986: This Mortal Coil: Filigree & Shadow
- 1998: Hector Zazou: Lights in the Dark
- 2002: Zoar: Clouds Without Water
- 2009: Piano Magic: Ovations